# Russ Kun
Ne doit pas être confondu avec Russell Kun ou Ruben Kun.
Russ Kun, né le 8 septembre 1975, est un homme d'État nauruan, président de la République de 2022 à 2023. 

## Biographie
Il est enseignant d'informatique à l'école primaire d'Aiwo avant de devenir cadre dirigeant d'une entreprise de fournisseur d'accès à Internet, puis directeur du service administratif du ministère du Commerce et de l'Industrie.
Après avoir été député depuis 2013, puis ministre adjoint aux Finances, aux Ports, au Tourisme, au Patrimoine et au Musée auprès du ministre des Finances, Martin Hunt, dans le gouvernement de Lionel Aingimea de 2019 à 2022,,, il est élu président de la République en 2022 par les députés lors de l'élection présidentielle indirecte qui suit les élections législatives, et s'attribue la responsabilité ministérielle des Affaires étrangères dans son propre gouvernement. Il est renversé par le Parlement le 25 octobre 2023. Selon un diplomate, ce sont des conflits personnels entre députés, ainsi que des désaccords en matière de politique intérieure, qui ont conduit à l'effondrement du gouvernement Kun. Avec son soutien, David Adeang est élu à sa succession.